# Sơn quỳ
Sơn quỳ, sơn quỳ lá tròn hay hướng dương Mexico (danh pháp hai phần: Tithonia rotundifolia) là một loài thực vật có hoa thuộc họ Cúc. Đây là loài đặc hữu của México, Belice, Costa Rica, El Salvador, Guatemala, Nicaragua và Panamá.
Sơn quỳ là loài cây bụi đa niên, rễ cọc, có thể cao đến 2m. Lá có phiến thon hay có ba thùy. Hoa màu đỏ ở mặt trên, mặt dưới có màu cam đậm, mùi thơm "ngọt", cuống dài, thân và cành có lông mịn.